# Villca Fernández
Villca Fernández es un dirigente estudiantil y activista venezolano, prisionero de conciencia de Amnistía Internacional. Villca fue arrestado en 2016 por oficiales del Servicio Bolivariano de Inteligencia (SEBIN) por un mensaje en Twitter, sometido a torturas durante su detención, y desterrado a Perú en 2018.

## Biografía
Fue dirigente estudiantil de la Universidad de Los Andes (ULA) por años y candidato a diputado para la Asamblea Legislativa del estado Mérida en 2015. En el año 2010, recibió el impacto de 65 perdigones cuando ejercía su derecho a la protesta pacífica por el aumento del pasaje estudiantil. Villa ha sido señalado en múltiples ocasiones como terrorista o conspirador por distintas autoridades nacionales en programas de televisión sin que se le haya realizado una investigación previa por parte del Ministerio Público.

## Detención
El 27 de enero de 2016, Fernández fue señalado por Diosdado Cabello como parte de una conspiración para desestabilizar la seguridad de la nación en su programa de televisión Con El Mazo Dando. El 31 de enero, Villaca respondió a las acusaciones a través de un mensaje en Twitter. El mismo día oficiales del Servicio Bolivariano de Inteligencia Nacional (SEBIN) detuvieron a Fernández en la vía pública, quien es trasladado a Caracas. En 2018 salió al exilio a Perú, Villca fue víctima de tortura durante su detención, entre ellas estar esposado de un brazo a lo alto de una reja por varios días, al igual que recibir electricidad en los testículos.